# Сидней (святой)
Сидней (англ. Sidney, Sithney, Сейн (англ. Sane), Сезни (фр. Sezni), Сену (фр. Senou, Senoux, Cenou), Сеннёр (брет. Cenneur), Сеннур (брет. Sennour); ум. 529) — странствующий епископ, отшельник, католический святой. День памяти — 6 марта.
Святой Сидней был ирландцем из Ольстера. Странствующий епископ и игумен, он стал отшельником в Гиссени, что около Ланнилиса в Финистере, Бретань.
Бретонские сказания о святом ассоциируются со сказаниями о святом Киаране Сайгирском . Согласно им, когда Господь предложил святом стать покровителем дев. Взволнованный святой стал просить Господа об избавлении от этого почётного послушания, поскольку девы будут молить его о мужьях, о нарядных одеждах и многом другом, так что никогда не оставят его в покое. Он сказал, что лучше всегда будет присматривать за бешеными собаками. С того дня многие больные и бешеные собаки сходились к его источнику, чтобы напиться воды.
Его иной раз путают со св. Сенаном, епископом ирландским, чьи следы имеются в Плузане неподалёку от Бреста, Бретань, а также в Каморе, в Морбиане.
Согласно , святой Сезни или Сезан (Sezin) был бретонцем, который ездил в Ирландию, где трудился во времена святого Патрика. Затем он вернулся обратно и прибыл в Гвик-Сезни (Guic-Sezni), где основал монастырь и где его почитают по сей день.

## Почитание святого
Известны селения Сан-Сену в Бретани, Ситни в Корнуолле, где Уильям Вустерский (William Worcestre) видел его могилу.
Его также почитают

### Вепархии Кемпери Леон
- в Гиссени, принявшем имя святого, покровителя тамошнего храма
- в Керлуане (Kerlouan)
- в Кернилисе (Kernilis), именуемом Сан-Сени (Saint-Seny)
- в Лесневене (Lesneven), где он изображён на витраже в часовне Сент-Эгарек (St-Egarec)
- в Плогоннеке (Plogonnec), часовня Сезнека (Seznec)

### В епархии Сен-Бриёк и Трегье (diocèse de Saint-Brieuc et Tréguier)
- в Плуграс, селении в Лоссефни (Lossefny)
- в Трезени, принявшем имя святого, покровителя тамошнего храма

### В епархии Нанта (diocèse de Nantes)
- в Бувроне (Bouvron), селении в Гиссени.